# Torre del Renyer
El Torre del Renyer és un mas situat al municipi de Vilanova de Segriàa la comarca catalana del Segrià.